# Záví Čemi
Záví Čemi je archeologická lokalita v severním Iráku v pohoří Zagros na řece Zabu. Byla osídlena v protoneolitu, tj. v době mezi mezolitem a vlastním „keramickým“ neolitem, a patří do šánídár-karím-šáhirské kultury, pojmenované podle jeskyně blízko Záví Čemi (proto je toto místo někdy označováno jako Záví Čemi Šánídár) a dalšího naleziště Karím Šáhiru.
Existenci protoneolitického sídliště Záví Čemi datujeme zpravidla na počátek 9. tisíciletí př. n. l., někteří archeologové ještě o tisíc let zpět. Záví Čemi má mnoho blízkého s mesolitickou natufskou kulturou z východního Středomoří. Jsou to hlavně náznaky prvotního zemědělství a maleb na kámen nebo v jeskyních. Zde však už jsou stopy po zemědělství i obchodu zřetelnější, stejně jako známky prvních svatyní.
Zvláštností protoneolitu jsou sezónní vesnice a tábořiště. Lidé šánídár-karím-šáhirské kultury přežívali zimu v jeskyních a v létě kočovali za zdroji potravy, která tehdy byla převážně lovecká a sběračská. Kruhová obydlí z velkých kamenů měla průměr kolem čtyř metrů, nadstavba zřejmě byla stanová. Někteří badatelé se kloní k myšlence, že mohli žít také v podzemních obydlích, ale důkazů k tomu je poskrovnu. Nalézáme zde skladové jámy, typické pro usedlé lidi.
Muži se zabývali lovem nebo pastevectvím. Archeologové nalezli primitivní mlýnky i větší mlýnské kameny na mletí obilných zrn, pravděpodobně dosud výhradně z divokých rostlin. Drcení zrn, příprava potravy a péče o děti byla asi rolí žen. Vzhledem k počtu a velikosti mlýnských kamenů a zásobních jam je pravděpodobné, že tehdejší lidé uměli se zdroji potravy efektivně hospodařit.
Jako zdroj potravy začala sloužit i ochočená zvířata – kozy a ovce. Ve stanici Záví Čemi nacházíme mnoho kostí mladých ovcí. Možná, že ovce během lovecké sezóny nebyly zabíjeny, a jejich maso bylo zdrojem potravy v zimě. Chov ovcí musel být pod kontrolou, neboť na nich záviselo přežití. V Záví Čemi byly nalezeny četné korálky z přírodní mědi, ale její praktické použití nepředpokládáme. Zajímavostí je množství dosti složitě zdobených ptačích kosti. Antropologové Ralph a Rose Solecki na konci 50. let přišli s teorií, že zabíjení ptáků bylo součástí jakéhosi rituálu, v němž hlavní roli hrála ptačí křídla.
O směnném obchodě a existenci obchodních stezek svědčí nálezy vulkanického skla – obsidiánu, o němž se předpokládá, že pochází z oblasti jezera Van v současném východním Turecku. O větších kamenných budovách se domníváme, že se jednalo o zárodky pozdějších chrámů a už tenkrát měly význam náboženského shromaždiště. V Záví Čemi bylo objeveno 28 hrobů. Dvacet šest z nich bylo vyloženo kameny.